# Азамкирхе
Азамкирхе (нем. Asamkirche) (официально церковь св. Иоанна Непомука) — церковь на улице Зендлингерштрассе в Старом Городе Мюнхена, сооруженная в 1733—1746 годах братьями Азам (Космас Дамиан Азам и Эгид Квирин Азам).
Она считается одним из самых значительных архитектурных сооружений южнонемецкого позднего барокко. Церковь первоначально задумывалась как капелла проживавших в Мюнхене братьев Азам. После того, как Эгиду Квирину удалось между 1729 и 1733 гг. приобрести несколько расположенных рядом с его жилым домом земельных участков, он возвёл в 1733 году совместно со своим братом Космасом Дамианом церковь святого Иоанна Непомуцкого.
Церковь сооружалась не на заказ, а как частная церковь во хвалу Богу и во спасение душ архитекторов. Это позволило братьям строить церковь независимо от пожеланий заказчиков. Таким образом Эгид Кверин Азам мог из окна своего дома видеть главный церковный алтарь. Хотя церковь и была запланирована как частная, братья вынуждены были открывать публичный доступ в неё после многочисленных протестов населения. Эгид Квирин задумывал церковь как церковь покаяния для молодежи. В ней находятся семь исповедален с аллегорическими изображениями.
Фасад церкви в стиле барокко вписан в единый ряд с другими зданиями по улице Зендлингер и лишь слегка выступает за его пределы.
Церковь св. Иоганна Непомука возведена на земельном участке размером 22 на 8 м. Тем более удивительным является творение обоих архитекторов, которым удалось гармонично связать архитектуру, живопись и пластику в двухэтажном внутреннем пространстве. Особенно удалось непрямое освещение хоров: спрятанные за венчающий карниз окна фигуры Пресвятой Троицы эффектно освещаются сзади. Сам венчающий карниз кажется висящим в воздухе.